# Smallfoot – Ein eisigartiges Abenteuer
Smallfoot – Ein eisigartiges Abenteuer ist ein Computeranimationsfilm aus dem Jahr 2018. Er basiert auf dem Kinderbuch Yeti Tracks von Sergio Pablos. In Deutschland kam er am 11. Oktober 2018 in die Kinos.

## Handlung
Die Yetis leben weit oben in den schneebedeckten Bergen über der Wolkendecke, wo sie unbeschwert ihren Beschäftigungen nachgehen. Ihre Gesetze sind in Steine „gemeißelt“, die der Steinhüter, der Dorfälteste, als Umhang trägt. Der junge Migo trifft außerhalb des Dorfes auf einen abgestürzten Piloten, einen „Smallfoot“, wie die Yetis die Menschen bezeichnen, die es gemäß ihren Regeln aber gar nicht geben dürfte. Die anderen Yetis glauben ihm nicht, und er wird wegen des Erzählens der Unwahrheit aus dem Dorf verbannt. Er trifft dort Meechee, die Tochter des Steinhüters, die mit einigen anderen Yetis ein Komitee gegründet hat, um Beweise für die Existenz der Smallfoots zu sammeln. Da der Pilot mit einem Fallschirm nach unten gesegelt ist, beschließen sie, dass sich Migo durch die Wolkendecke abseilen lässt. Obwohl die Steine sagen, dass dort nichts sein dürfte, findet Migo zu seiner Überraschung eine schöne Landschaft vor.
Der Dokumentarfilmer Percy dreht einen Film über die Tierwelt des Himalaya. Er fände es toll, in seinem Film einen Yeti präsentieren zu können, und hat zu diesem Zweck für seine Kollegin Brenda ein Yetikostüm besorgt, die diesen Schwindel aber nicht mitmachen möchte. Als Percy auf den riesigen Migo trifft, versucht er ihn mit Pfeil und Bogen zu vertreiben, da er dessen Sprache als aggressives Brüllen empfindet. Als Percy bewusstlos wird, schnappt ihn sich Migo, um ihn der Dorfgemeinschaft als Beweis zu präsentieren, dass es den Smallfoot wirklich gibt. Unterwegs gewinnen die beiden Vertrauen zueinander, als Migo Percy vor einem Bären rettet und umgekehrt Percy Migo aus einer Bärenfalle befreit. Percy macht mit seinem Smartphone begeistert Aufnahmen von den Yetis und sendet diese an Brenda. Über Zeichnungen auf den Felswänden können Percy und die Yetis sich austauschen. Allerdings behauptet der Steinhüter nach wie vor, es gebe keine Smallfoots und bei Percy handele es sich um eine spezielle Art eines Yaks. Da ihm das nicht abgenommen wird, führt er Migo in ein Höhlensystem, wo auf Felsmalereien dargestellt wird, wie früher Menschen die Yetis brutal verfolgt haben. Deshalb haben sich die Yetis auf die hohen Berge zurückgezogen, wo der Mensch nicht leben könne. Die Wolkenwand wird durch eine Apparatur im Berg künstlich erzeugt, um sich von den Menschen abzuschotten.  Zum Schutz der Yetis habe man die Steinregeln erfunden. Davon beeindruckt, leugnet nun auch Migo die Existenz des Smallfoots.
Percy, der mittlerweile an der Höhenkrankheit leidet, wird in eine Kiste gesteckt und in den Berg gebracht. Von dort kann Meechee ihn wieder ins Tal bringen. Migo und die Freunde vom Komitee springen ebenfalls nach unten. Meechee hat ein Dorf entdeckt und erfreut sich an den für sie niedlichen Menschen und Gebäuden. Allerdings verursacht sie dabei unbeabsichtigt Chaos und Schäden und wird von der Polizei verfolgt. Die Freunde können sie retten, aber die Gruppe wird weiter verfolgt. Der Steinhüter kann mit seinen Steinen einen Helikopter zum Absturz bringen. Percy, der mit seinem Schneemobil hinterhergefahren ist, schießt einen Betäubungspfeil auf Migo. Vermeintlich kann dieser aber noch die Aufmerksamkeit der Verfolger auf sich ziehen, damit die anderen flüchten können. Als er von der Polizei gestellt wird, stellt sich jedoch heraus, dass es Percy im Yetikostüm ist, der daraufhin verhaftet wird. Im Yetidorf erklären Migo und der Steinhüter die Wahrheit. Die Dampferzeugung für die Wolke wird eingestellt und die Dorfgemeinschaft begibt sich zu den Menschen ins Tal, wo die Polizei die Bewohner abschirmt. Als Percy und Brenda die Sperre überwinden, ist der Bann gebrochen, und Yetis und Menschen gehen neugierig aufeinander zu.

## Rezeption
Die Filmkritikerin Antje Wessels meint, dass der Film ein Paradebeispiel dafür sei, „wie Filmemacher ihr Projekt unterschwellig mit mehr anreichern können, als nur mit Gags und einer harmlosen ‚Wenn Du nur willst, kannst Du alles schaffen!‘-Message, wie sie gerade im Familienkino mittlerweile zum Usus“ geworden sei. Das ließe Smallfoot „aus der Masse an Animationsproduktionen hervorstechen“, was sich von der technischen Gestaltung nur bedingt behaupten ließe.
Cinema.de urteilt: „Mit knalligen Farben, rhythmischen Popsongs und einer großen Portion Lebensfreude wird der Yeti-Mythos hier komplett auf den Kopf gestellt. Neben altbewährten Slapstickeinlagen sorgt dabei vor allem die Sprachbarriere zwischen Mensch und Yeti für viele Lacher. Und wie so oft steckt in der heiteren Geschichte um Freundschaft und Mut noch mehr – die Aufforderung, stets neugierig zu bleiben.“

## Synchronisation
Die Synchronisation des Films wurde bei der Film- & Fernseh-Synchron nach einem Dialogbuch und unter der Dialogregie von Benedikt Rabanus erstellt. Die deutschen Songtexte schrieb Nina Schneider.
| Rolle      | Originalsprecher | Deutscher Sprecher                      |
| ---------- | ---------------- | --------------------------------------- |
| Migo       | Channing Tatum   | Kostja Ullmann (Toby Heinz – Gesang)    |
| Percy      | James Corden     | Tim Schwarzmaier                        |
| Meechee    | Zendaya          | Aylin Tezel (Debby van Dooren – Gesang) |
| Kolka      | Gina Rodriguez   | Luise Befort                            |
| Dorgle     | Danny DeVito     | Alexander Duda                          |
| Fleem      | Ely Henry        | Chris Tall                              |
| Gwangi     | LeBron James     | Robert Hofmann                          |
| Steinhüter | Common           | Ingo Albrecht                           |
| Thorp      | Jimmy Tatro      | Leonard Hohm                            |
| Brenda     | Yara Shahidi     | Leslie-Vanessa Lill                     |